# Kostel svatého Floriána (Roštění)
Kostel svatého Floriána v Roštění byl postaven v letech 1932 až 1933. Jde o filiální kostel farnosti Kostelec u Holešova.
Jde o jednolodní stavbu se sakristií, presbyteriem a hranolovitou věží, ve které je umístěna socha sv. Floriána. 
Základní kámen byl posvěcen roku 1932. Téhož roku se začalo se stavbou tohoto kostela. Jeho dokončení a vysvěcení proběhlo o rok později. V kostelní věži byly uložené 4 "menší" zvony, které byly za druhé světové války zrekvírovány. Nahrazeny byly až v roce 1969 "jen" 2 zvony.